# Karl Kallenberg

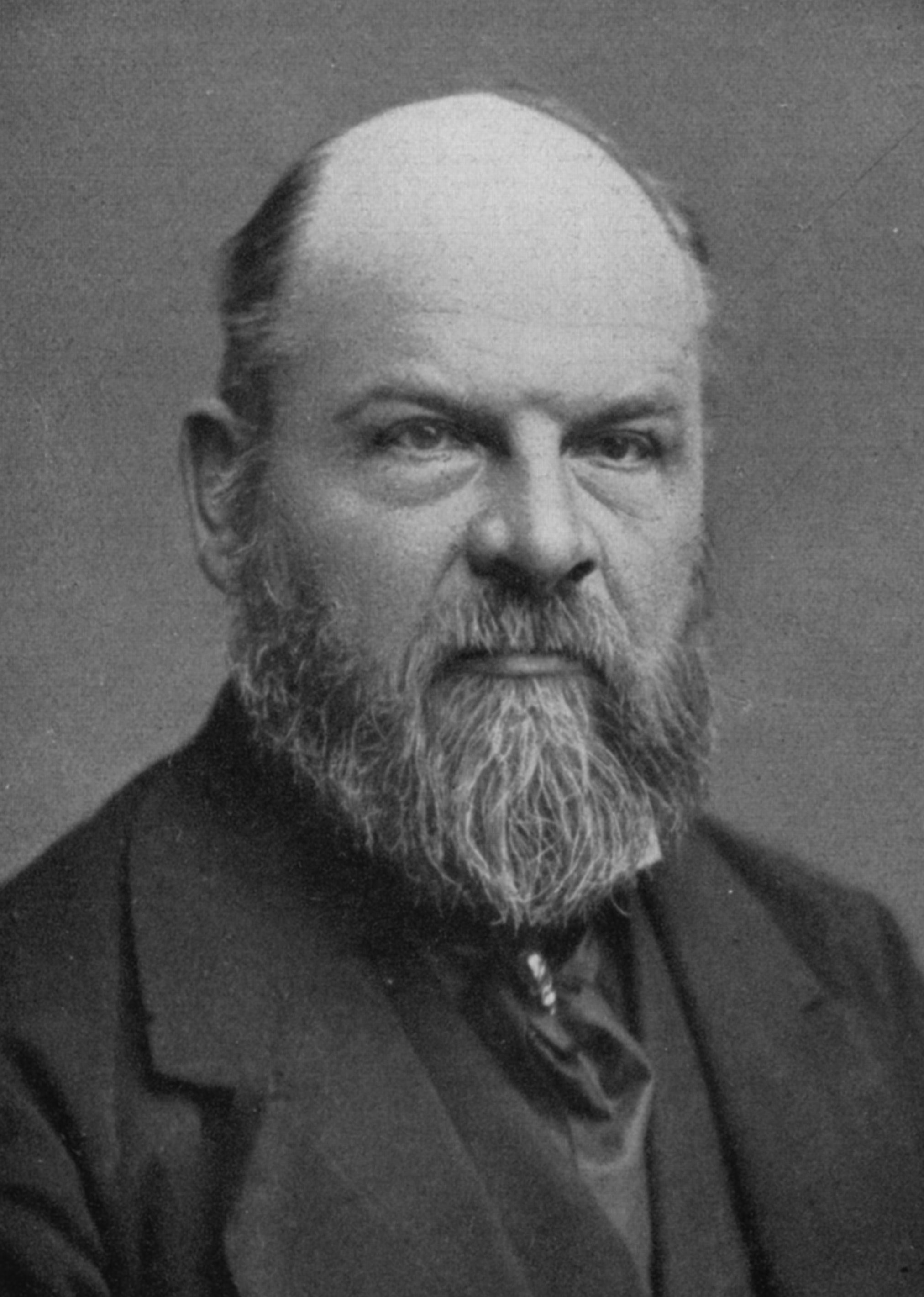
Karl Kallenberg, Foto von Franz Werner

Karl Kallenberg (* 5. Oktober 1825 in Ludwigsburg; † 7. Februar 1900 in Giebelbach) war ein Protagonist der deutschen Turnbewegung, der maßgeblich an der Gründung der Deutschen Turnerschaft und des Deutschen Schützenbundes beteiligt war. 

## Leben und Werk
Kallenbergs Eltern waren der Kupferschmiedmeister Karl Friedrich Kallenberg und dessen Frau Luise, geb. Katz. Nach dem Besuch der fünfklassigen Realschule in Ludwigsburg nahm er eine Lehre zum Kaufmann auf. Bereits früh begann er mit Turnen und trat in den Turnverein in Göppingen ein, den er 1843 gegründet hatte. Die erste größere Veranstaltung war 1844 das Schwäbische Turnfest auf dem Hohenstaufen, wo er Theodor Georgii kennenlernte, woraus sich eine enge Freundschaft entwickelte.
1850 ging Kallenberg nach Paris. Dort gründete er den ersten deutschen Turnverein. Nach vier Jahren kehrte er zurück und eröffnete in Stuttgart ein Geschäft. Als Inhaber unternahm er zahlreiche Auslandsreisen. 1859 rief er gemeinsam mit Theodor Georgii zur Gründung der Deutschen Turnerschaft auf. Da er sich jedoch nunmehr verstärkt für die Wehrhaftmachung interessierte, wandte er sich fortan dem Schützenwesen zu und wurde Mitgründer des Deutschen Schützenbundes.
Sein Lebensende verbrachte er in seinem  Landhaus Giebelbach, wo er 1900 starb.